# كاتدرائية برشلونة

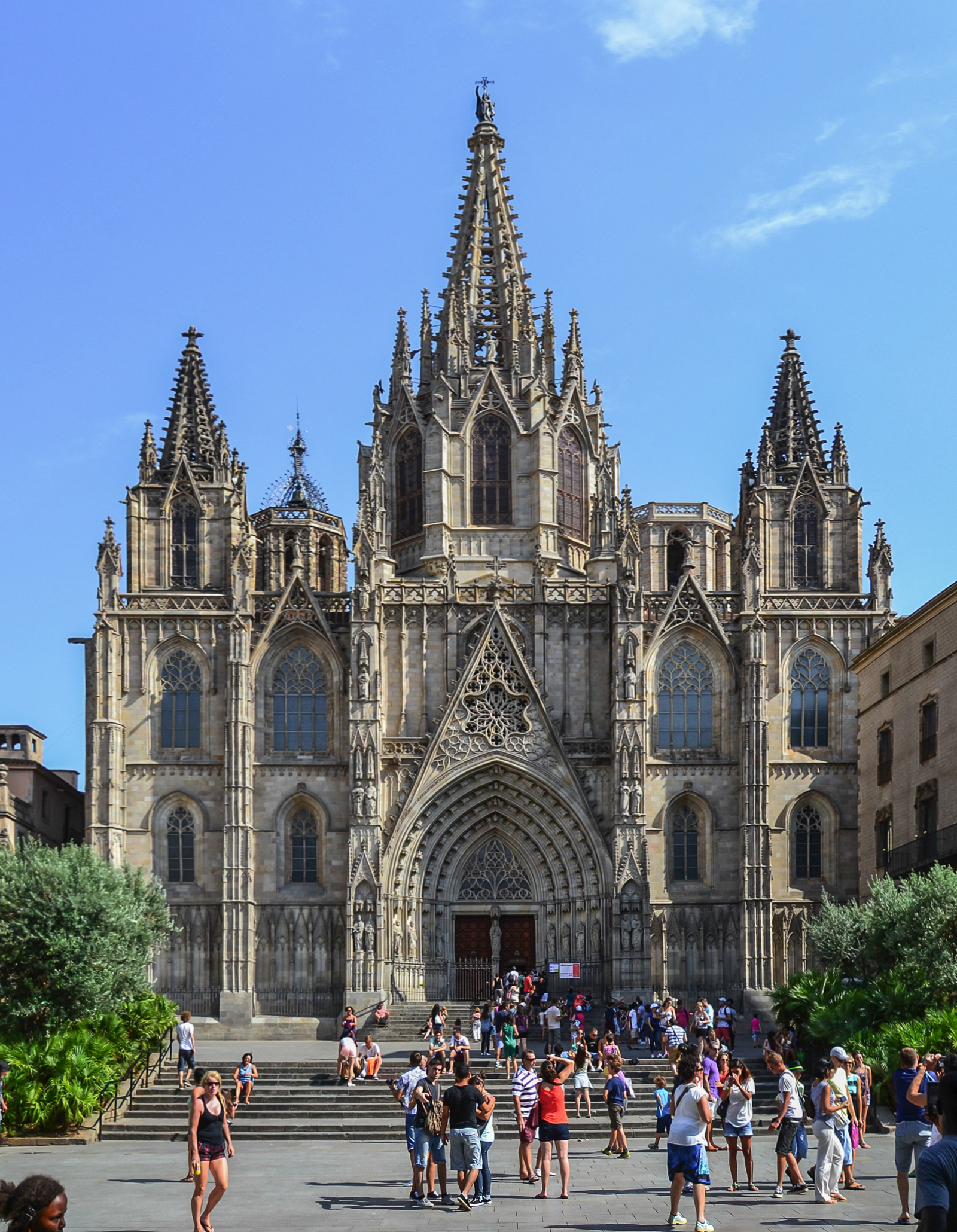
كاتدرائيه الصليب المقدس وسانت أولاليا

كاتدرائية الصليب المقدس والقديسه سانتا اولاليا كما تعرف أيضا باسم كاتدرائية برشلونة هي الكاتدرائية القوطيه ومقر رئيس الأساقفه في برشلونة، إسبانيا.
والكاتدرائية تم انشاؤها من القرن الثالث عشر وحتى القرن الخامس عشر، وتم الانتهاء من الأعمال الرئيسيه بها في القرن الرابع عشر. وتم الانتهاء من الدير سنة 1448. وفي أواخر القرن التاسع عشر تم إنشاء الواجهة ذات الطراز القوطي الحديث الذي لا يوصف والذي كان شائعا في الكنائس التشيكيه. سطحها معروف بشكل الموازيب ويضم مجموعة واسعة من الحيوانات - على حد سواء - المحلية والأسطورية.
وهي تشبه البازيليكا، في الخمس ممرات المقببه، والجزء الخارجي ينقسم إلى قسمين للصلاة. المجاز منقسم إلى قسمين: نهاية القسم الشرقي عبارة عن تسع مصليات اشعاعية متصله بجزء العيادات الخارجيه. وجزء المذبح تم رفعه عاليا ليتيح الرؤية الواضحة في القبو.

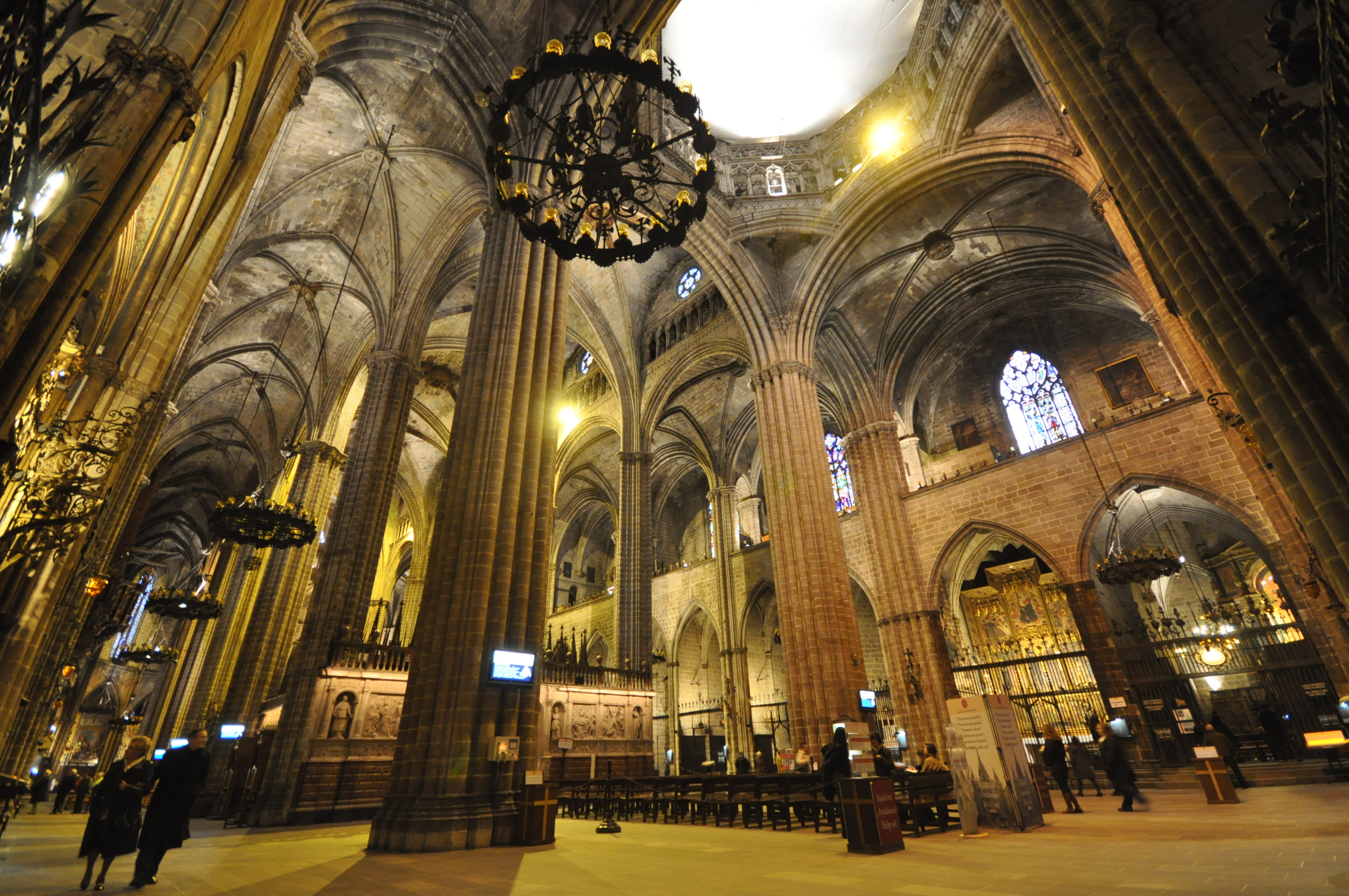
شكل الكاتدرائيه من الداخل

الكاتدرائية مكرسه للقديسه «سانتا اولاليا» وهي قديسه شابه عذراء، استشهدت في برشلونة في العصر الروماني بعد أن قام الرومانيون بالتمثيل بها حيه، ثم قتلها بطريقه بشعه. وتقول إحدى الروايات انه تم عرضها عاريه في ساحه عامه وحدثت المعجزة وقتها وهي تساقط الثلج في منتصف الربيع لتغطي جسدها العاري. قام الرومان الغاضبون بوضعها في برميل عالق به السكاكين وتم دحرجته بالشارع. ودفن جثمان القديسه اولاليا في قبو الكاتدرائية.
وهناك اكشاك البيع احتفظت بالدروع الحربيه لفرسان وسام الصوف الذهبي. وفي رحلة تشارلز إلى إسبانيا، مستقبل إمبراطورية الرومان العظيمه، اخنار مدينة برشلونة لتكون موقعا لجزء من ترتيبه. وكان الملك قد وصل لتنصيبه كرئيس برشلونة ومدن أخرى كميناء البحر الابيض المتوسط حيث وفر لها أقرب اتصال مع قيادات هابسبورج من الناحية الأخرى. حين ذلك كانت الكاتدرائية تستوعب اعداد كبيرة في الاحتفالات الكبرى. وفي عام 1518 جاء في منشور اوامر توماس اسحاق ومساعده جان ميكولت ببدأ اعدادات بناء الجزء المقدس وتم اعداده لأول جلسه في 1519 . ونفذ جون دي بورجنيا الديكورات المرسومه في الجزء المقدس.
«سميت الكنيسه بعد بـ كاتدرائية قديسة برشلونة سانتا اولاليا ، واسمها الرسمي هو كاتدرائية الصليب المقدس وسانتا اولاليا . والاسم الشائع للكاتدرائية» لا سو «يرجع إلى مكانة الكنيسه حيث تعتبر مقر للأبرشيه».
ومصلى ليبانتو الجانبي القربان المقدس للسيد المسيح به صليب يقال أنه مازال موجودا حتى الآن منذ معركة ليبانتو 1571 .
بالاضافه إلى القديسين سانتا اولاليا واوليجاريوس، تضم الكاتدرائيه مقابر سانت ريمون وبنيافورت ورامون بيرينغوير الأول وزوجته الثالثة دو لو مارشي، والأساقفة بيرينغوير دي الثاني، سلفادور كزاناس، وأرناو دي بالو والذي دفن بكاتدرائية سانتا لوسيا التي قد شيدت.
والكاتدرائيه بها دير على الطراز القوطي حيث تم الاحتفاظ فيه بثلاثة عشرمن الأوز الأبيض. وهذا الرقم تم تفسيره بأن القديسه سانتا اولاليا كانت تبلغ من العمر ثلاث عشرة اعوام عندما استشهدت.
تم تنفيذ برنامج لتنظيف وترميم الكاتدرائيه من 1968 حتى 1972 .

## التاريخ
في القرن الرابع عشر تم مزج القبطيه القديمه مع القوطيه ومعهم المعموديه، القاعة أو الصالة ذات الطراز الملكي (البازيليكي) في القرن الخامس، الكنيسة المتخذه شكل الصليب من القرن السادس - السابع) والقبو المسقف أو القصر المسقف من القرن (السادس - السابع) كل هذا كان يظهر واضحا في المتحف التاريخي الاثري لمدينة برشلونة. وحسب ما ورد بأن هذه الكنيسة ذات الطراز القوطي كانت مخصصه لسانت جيمز وكانت الكنيسة الملكية لفيكونتات برشلونة. مع ذلك فانه وجدت وثيقه من المجلس الثاني لبرشلونة في 599 تنص على أن الكنيسة كانت مكرسه للصليب المقدس. وهذه الكنيسة تم تدميرها بشده بواسطه «المنصور» أثناء هجومه على برشلونة في 985 .
في 1014 وقف رامون بيرينغوير الأول وزوجته الموديس جنبا إلى جنب مع بيشوب جويسلبرت وبدأوا بتشييد كاتدرائيه على الطراز الرومانسكي في نفس الموقع. والتي تم تشييدها في نوفمبر 1085 . وتم بناء الكاتدرائية فوق قبو الكنيسة السابقه. وقيل أنه فيكونت برشلونة مستر جيريبت قد باع الموقع لـ بيشوب جويسلبرت عام 1058 . مع ذلك فان هذا التاريخ لا يتعارض مع تاريخ بداية التشييد المذكور.
وقد أنشأت الكاتدرائية الحاليه على أسس الكنيسه السابقه في 1 مايو 1298 , في ذلك الوقت كان جيمس الثاني ملكا للأراجون وكان برنات بيلجري من اساقفة برشلونة. الكنيسه كانت تبنى من نهاية الشرق متجها نحو نهاية الغرب بواجهه غربيه بسيطه تم انهاؤها في 1417 . وتم الانتهاء من الدير في 1448 . مما يجعل المدة الإجماليه لتشييد الكاتدرائيه 150 عاما. في اواخر القرن التاسع عشر أشار ميغيل جيرونا بانهاء الواجهة القوطيه والبرج المركزى المستوحى من التصميم الأصلي الذي يرجع تاريخه إلى القرن الخامس عشر والذي قدمه «ماستر كارلي» وأعيد ترتيبه وتصميمه بواسطة المعماري «جوزيف ماسترز». وهذا العمل تم انهاؤه في 1913 بواسطة أطفال جيرونا.

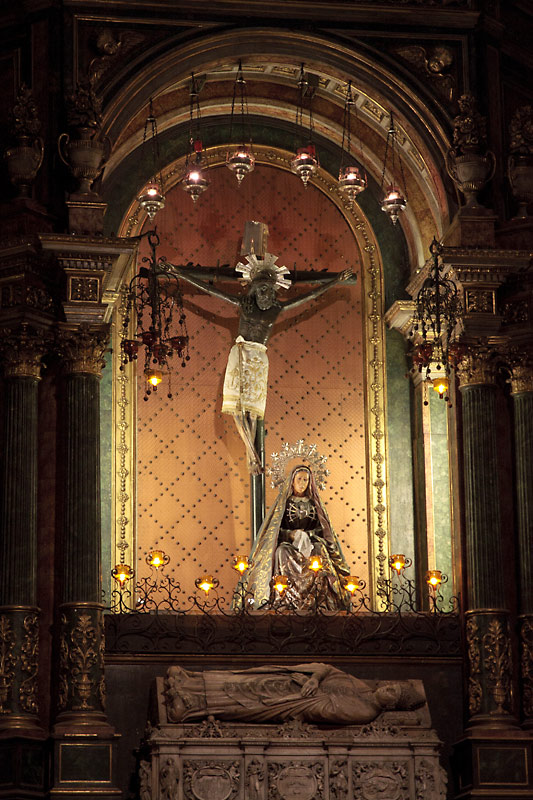
القديس ليبانتو فوق قبر القديس أوليجاريوس

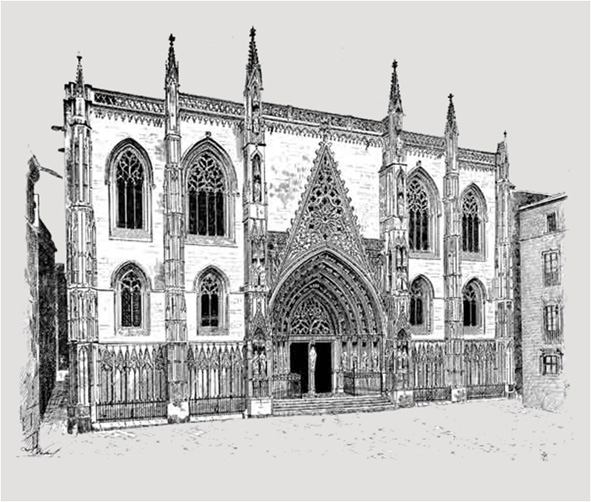
الواجهة في عام 1850 من قبل جينارو بيريز ، التي نشرت ضمن أعماله في إسبانيا الواجهة في عام 1850 من قبل جينارو بيريز ، التي نشرت ضمن اعماله في إسبانيا .
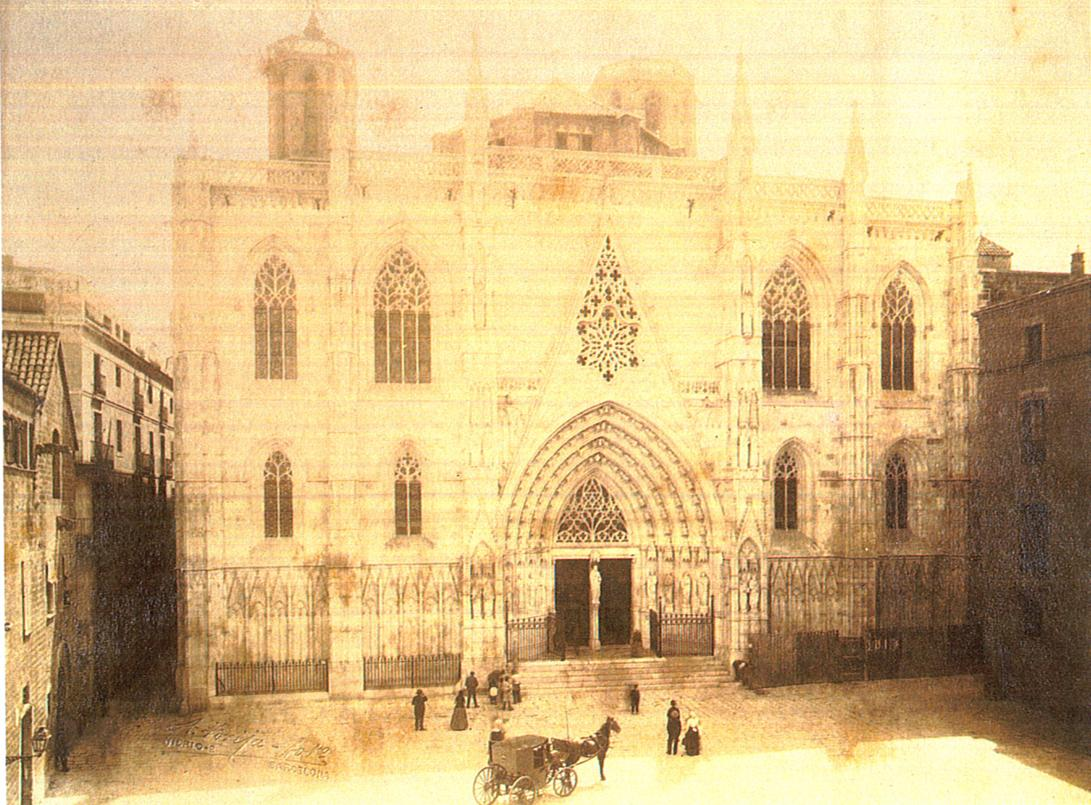
إصلاح الواجهة بدأفي عام 1890..
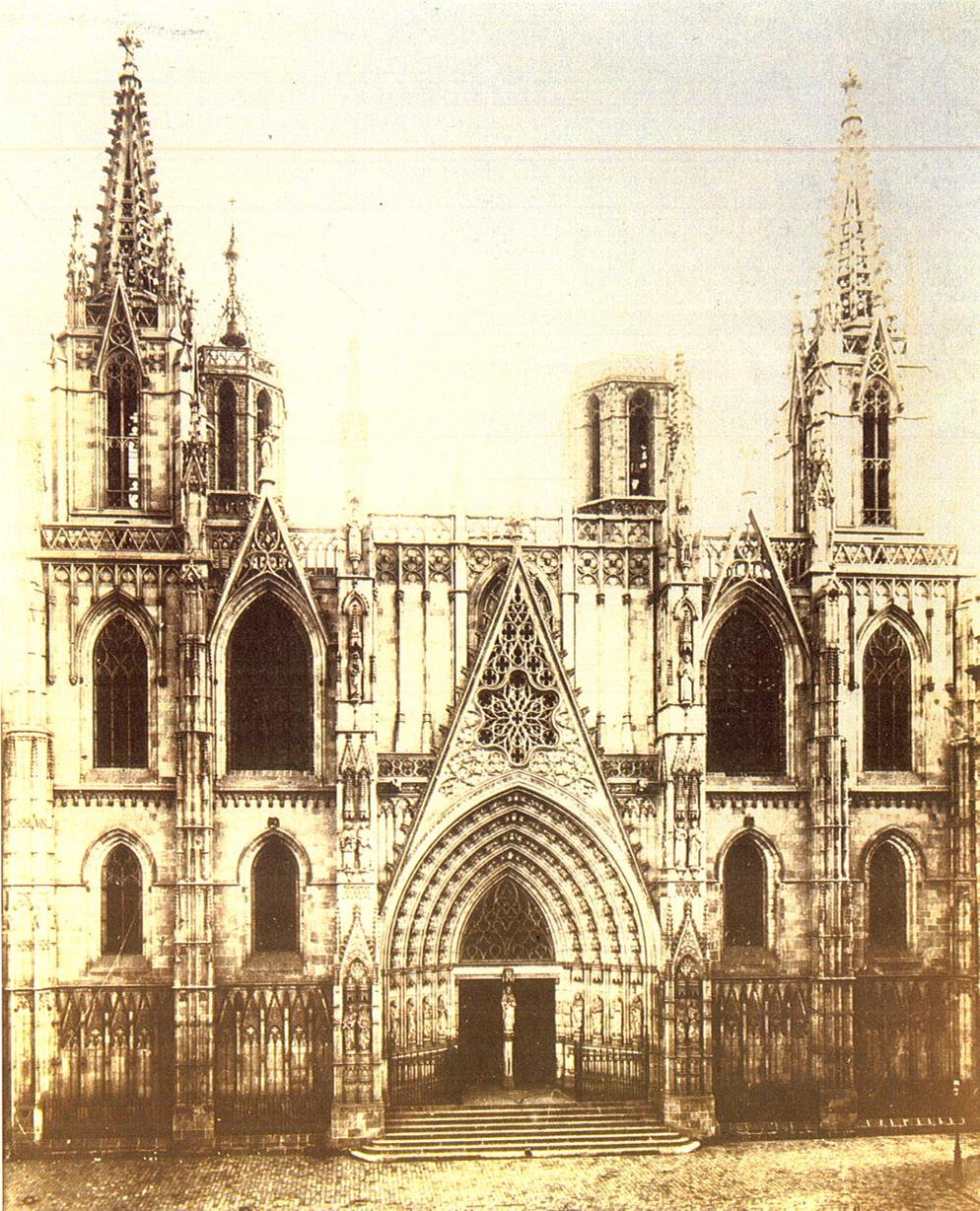
واجهة مع الأبراج الجانبية عام 1900..
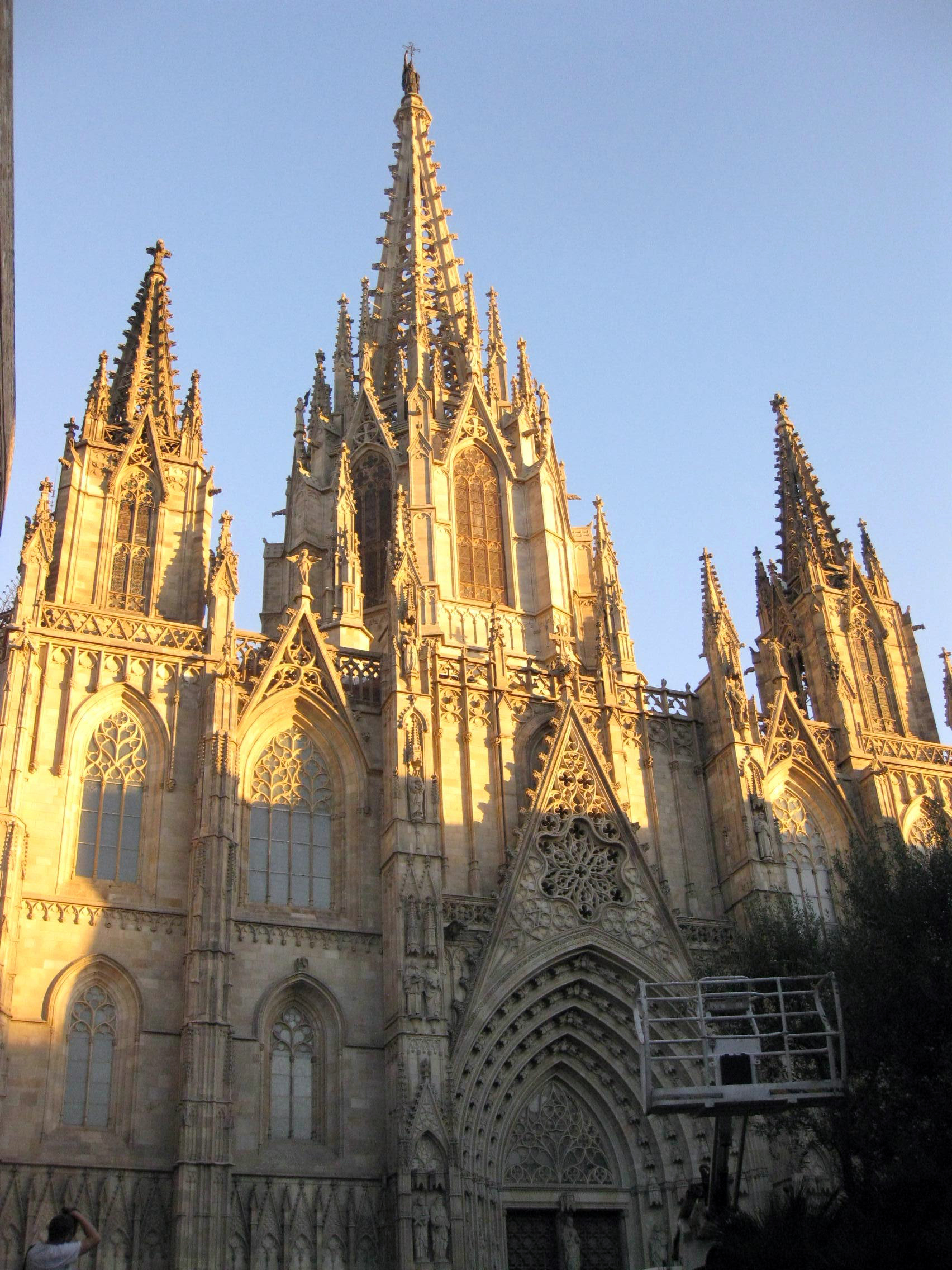
إصلاح الواجهة اكتمل في عام 1913.

## مصلى ليبانتو
مصلى ليبانتو الجانبي القربان المقدس للسيد المسيح , وهو مصلى جانبي صغير انشأه «ارناو برغيوس» عام 1407 كجزء من منزله. وأعيد بناؤه في القرن السابع ليضم مقبرة سان أوليجاريوس من أساقفة برشلونة ورئيس أساقفة تاراجونا.
ومصلى المسيح القديس ليبانتو يقع يقع في الجزء العلوي من مدخل الكنيسه بالواجهة الأماميه. وتم تفسير الشكل المائل للهيكل عن طريق الأسطورة الكاتولونيه أن الصليب كان محمولا على مقدمة السفينة التي كان يقودها جون استراليا، الشقيق الاصغر لـ فيليب الثاني ملك إسبانيا خلال معركة ليبانتو في 1517، عندما حلقت تسديده صاروخيه نحو الصليب، فقد مال جانبا لتجنب التعرض للضرب، وقد اعتبرانه مائل منذ ذلك الوقت. وقال سكان هابسبورج بأن هذه بمثابة بشرى مشجعه.
وهناك روايه أخرى تقول بأن الصليب كان على متن السفينة ثم تحرك ليغطى ثقبا كبيرا كان من شأنه ان يغرق السفينة.

## العادات
تم الحفاظ على عادة «البيضة الراقصه» في يوم كربوس كريستي في الكاتدرائية.

## الحاضر
تم ادخال بعض التعديلات على الكاتدرائية لتستوعب الأعداد المتزايده من الزائرين والسياح، والدير الآن يحتوى على محل لبيع الهدايا، مصادر الاضاءه الطبيعيه والشموع التي تضئ أضرحة القديسين تم استبدالها بمصابيح إلكترونية، وتم حظر الهواتف الخلويه داخل مصلى ليبانتو.

## معرض الصور

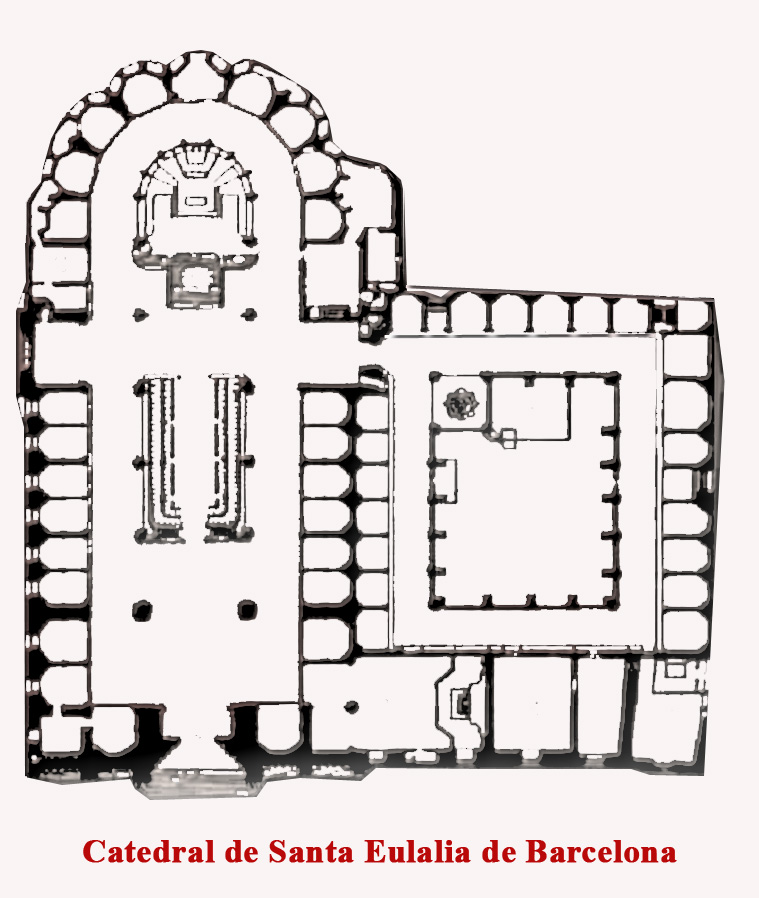
المسقط الأفقي للكاتدرائيه
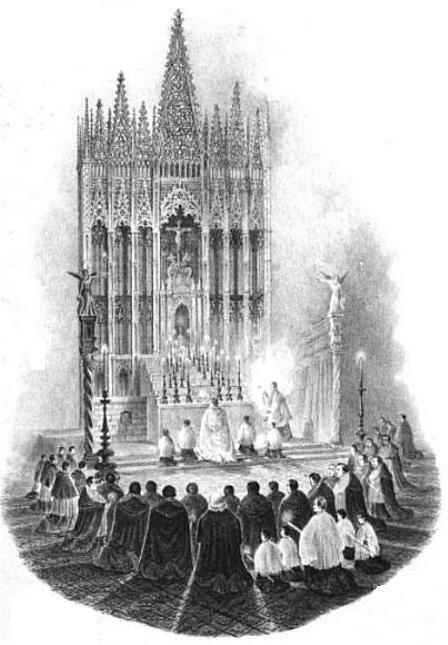
شكل توضيحي للهيكل الرئيسي (1839)
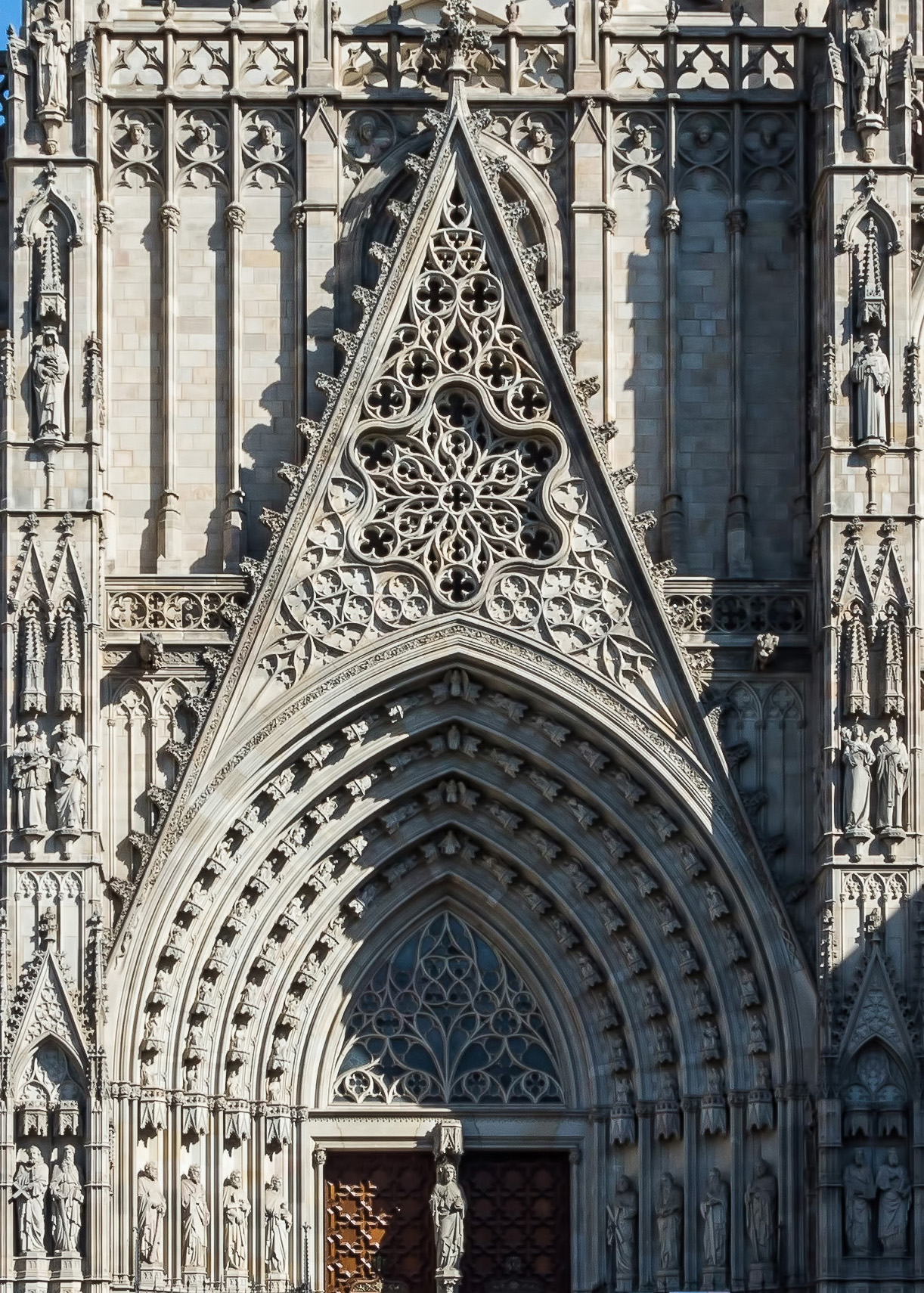
البوابه الرئيسيه
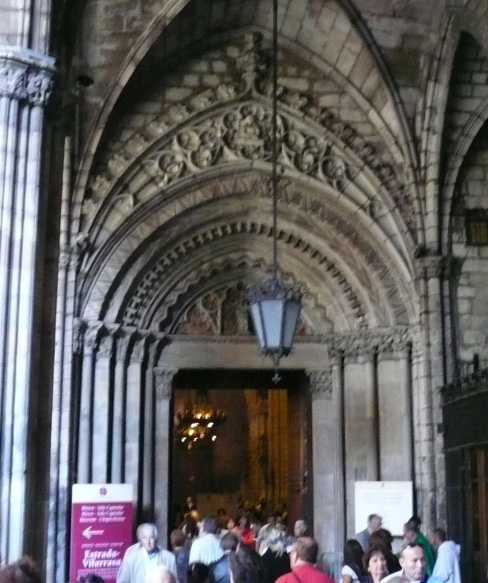
- باب الدير
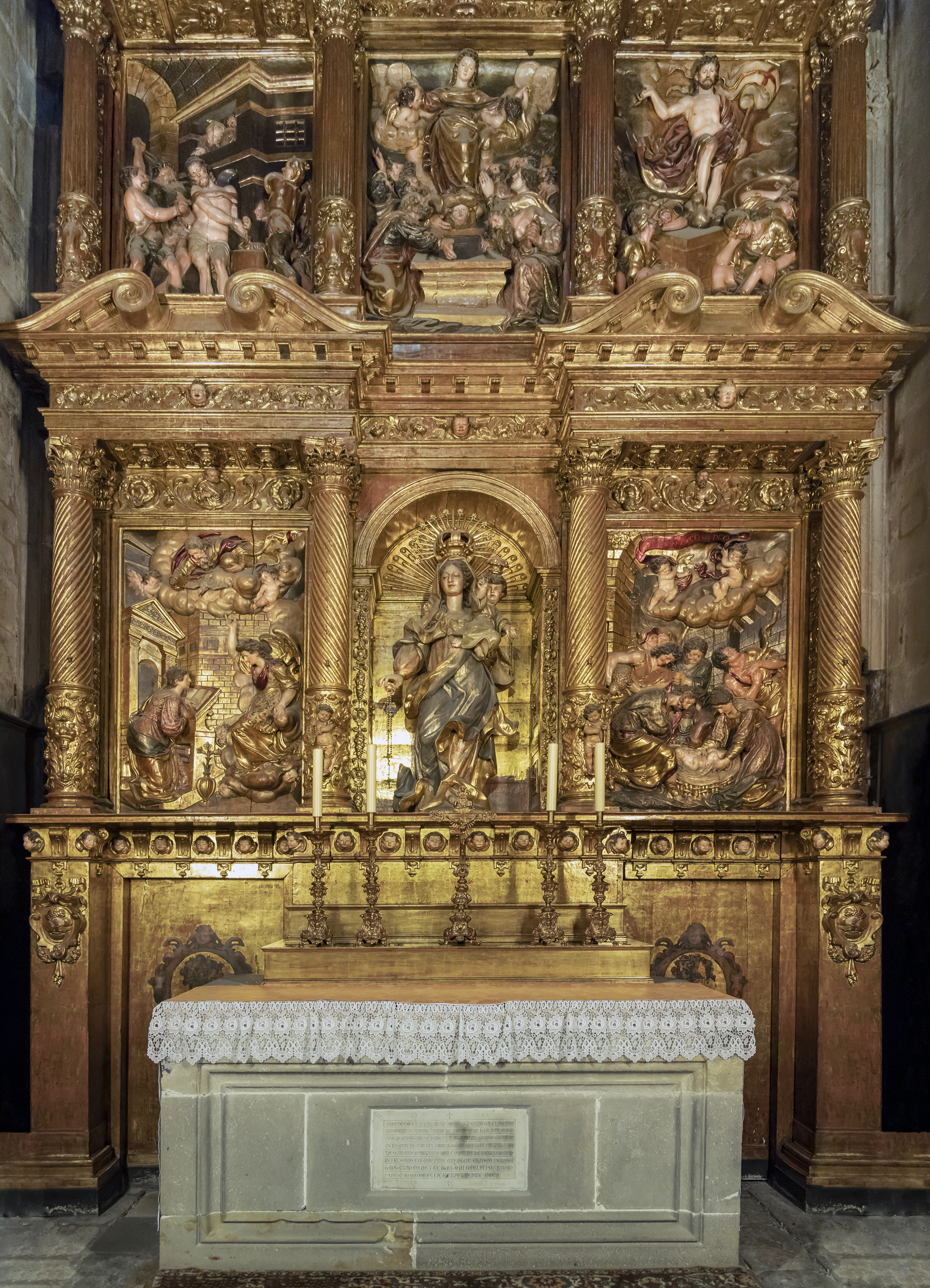
اماكن الصلاه
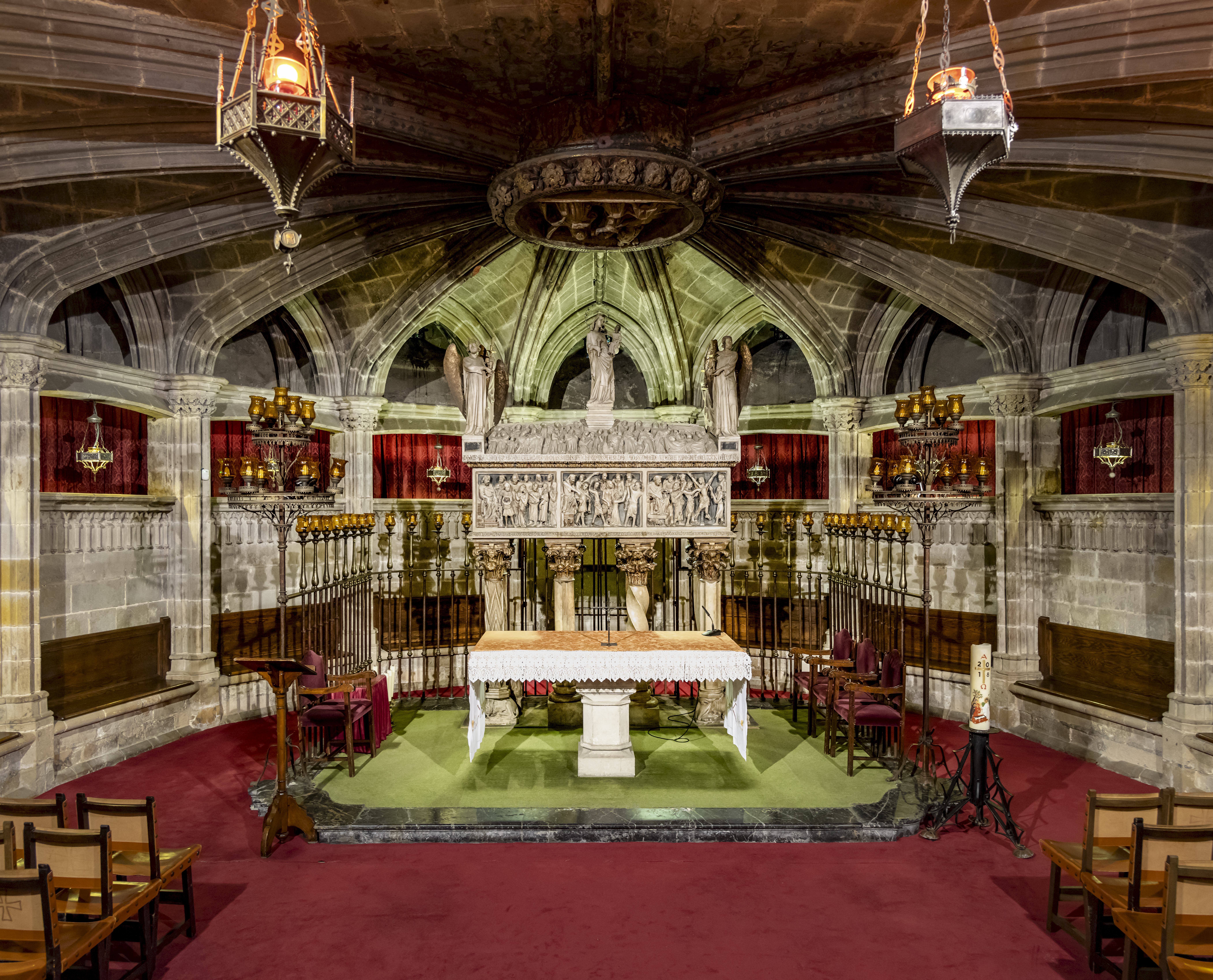
قبو سانتا اولاليا
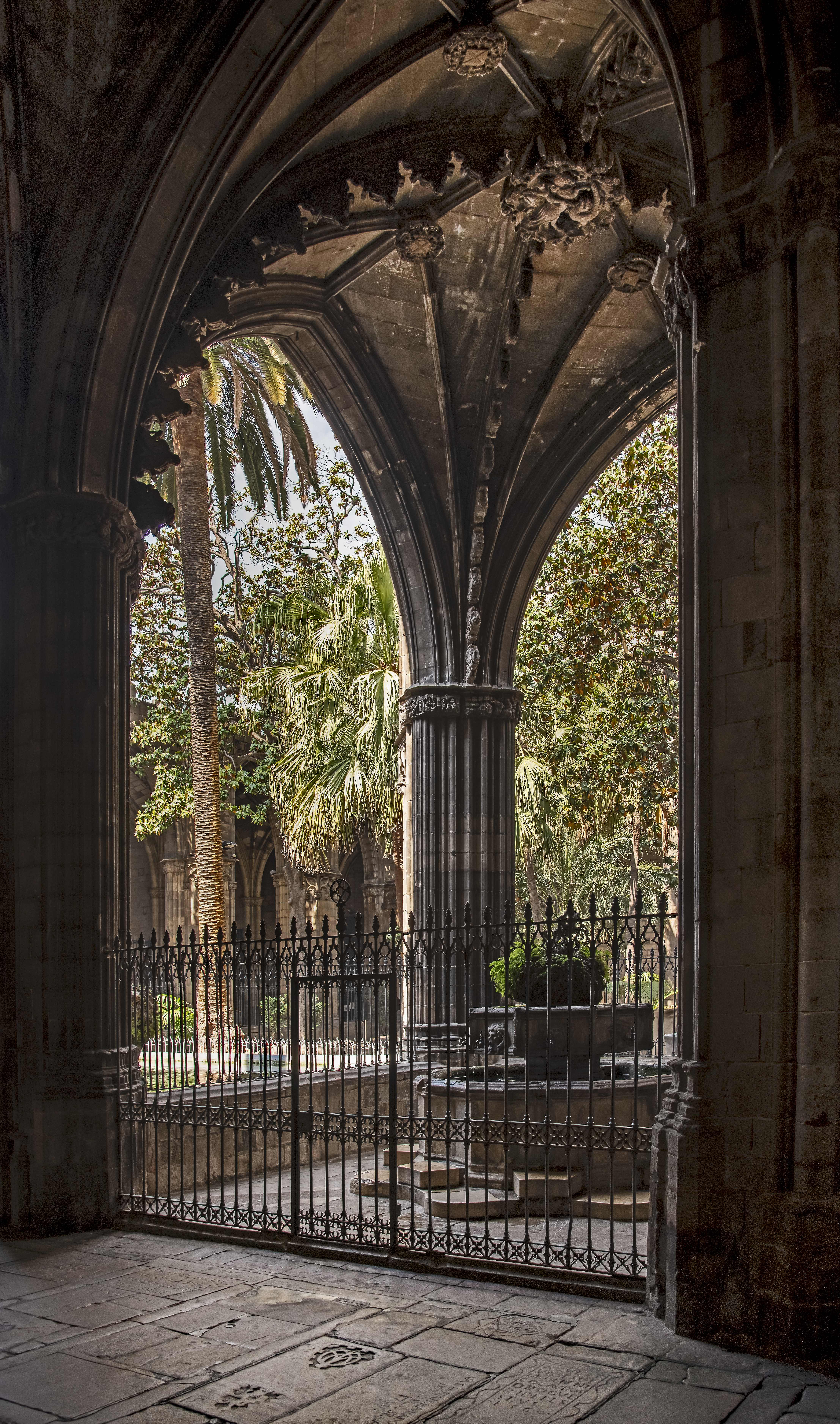
الدير
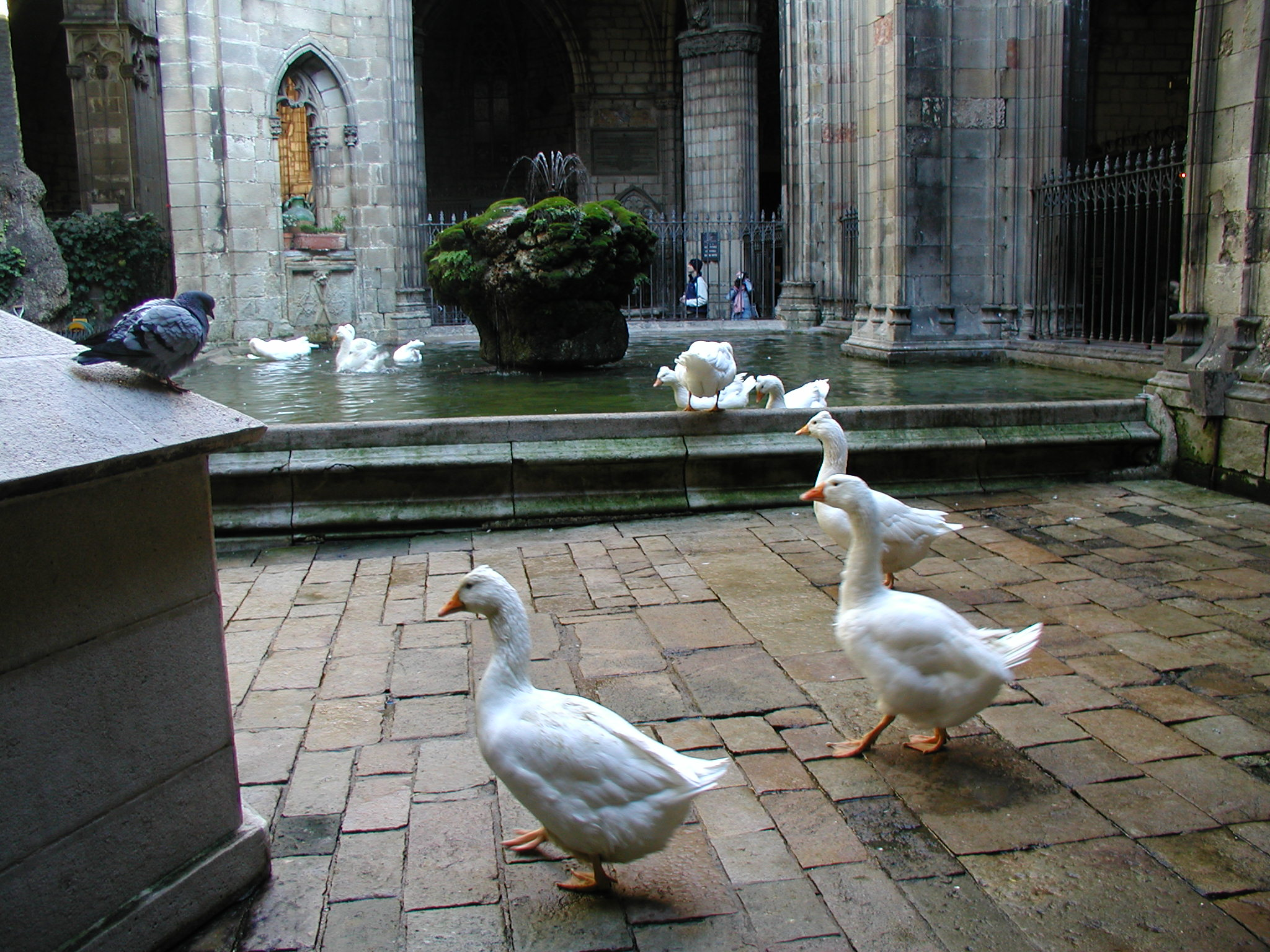
الأوز الأبيض بالدير
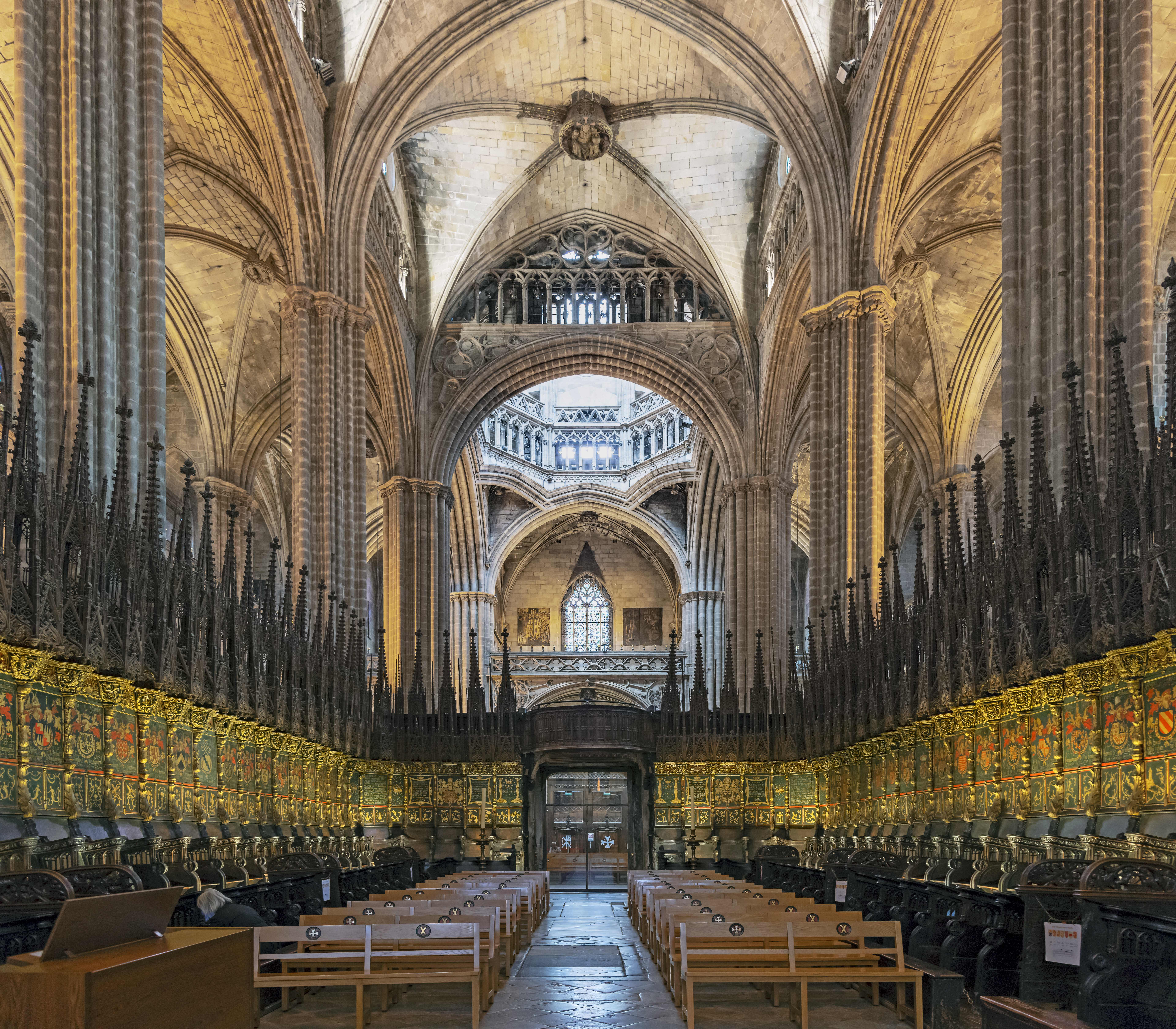
نافورة بهو مدخل سانتا اولاليا
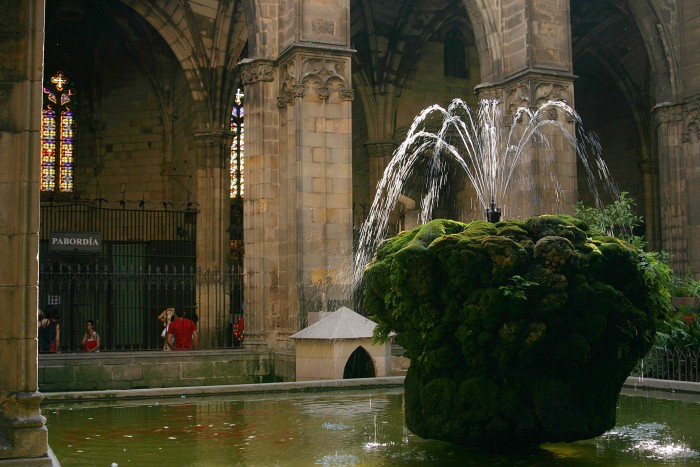
الكراسي المصطفه بالكاتدرائيه
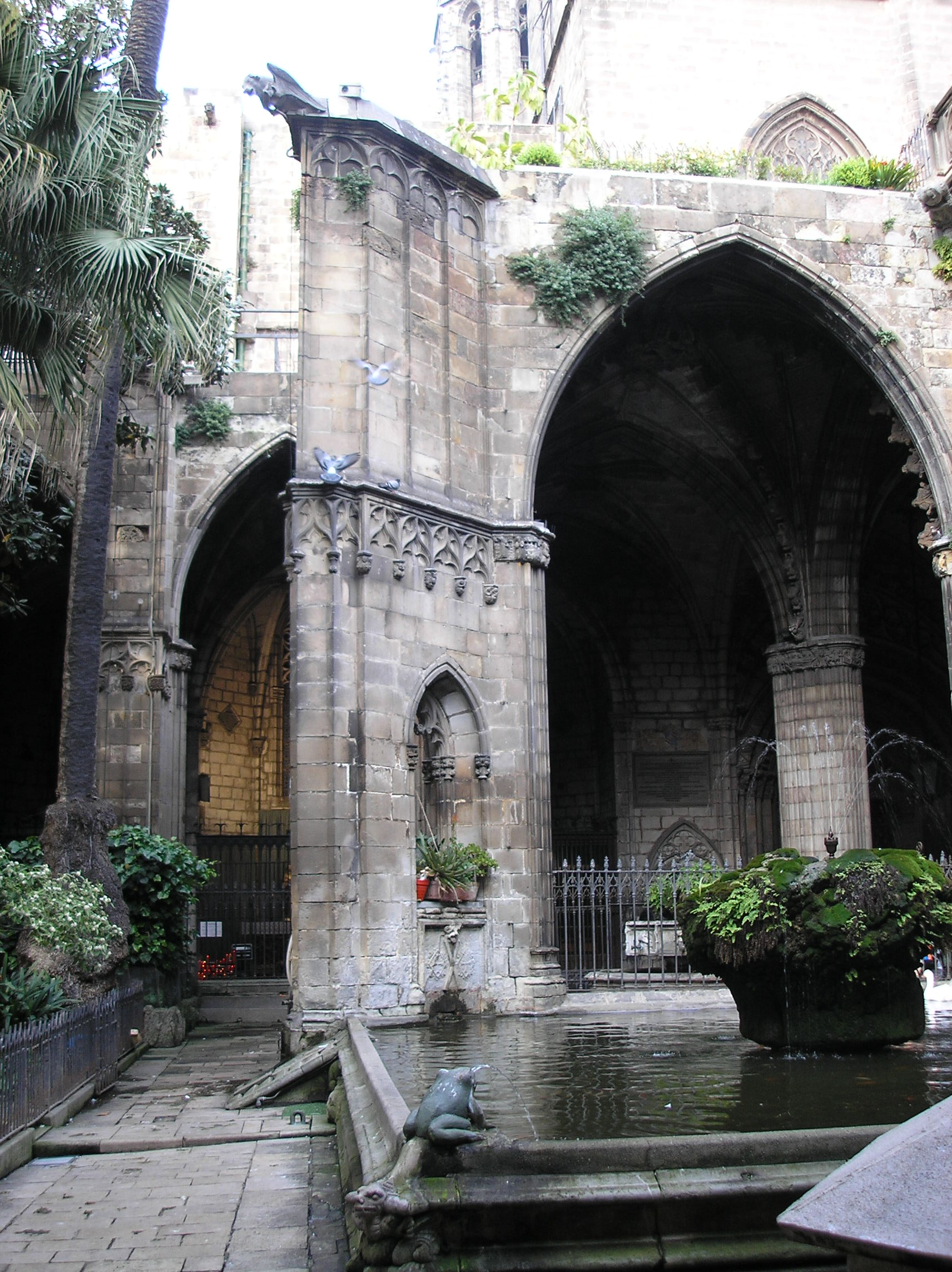
حديقة الكاتدرائية
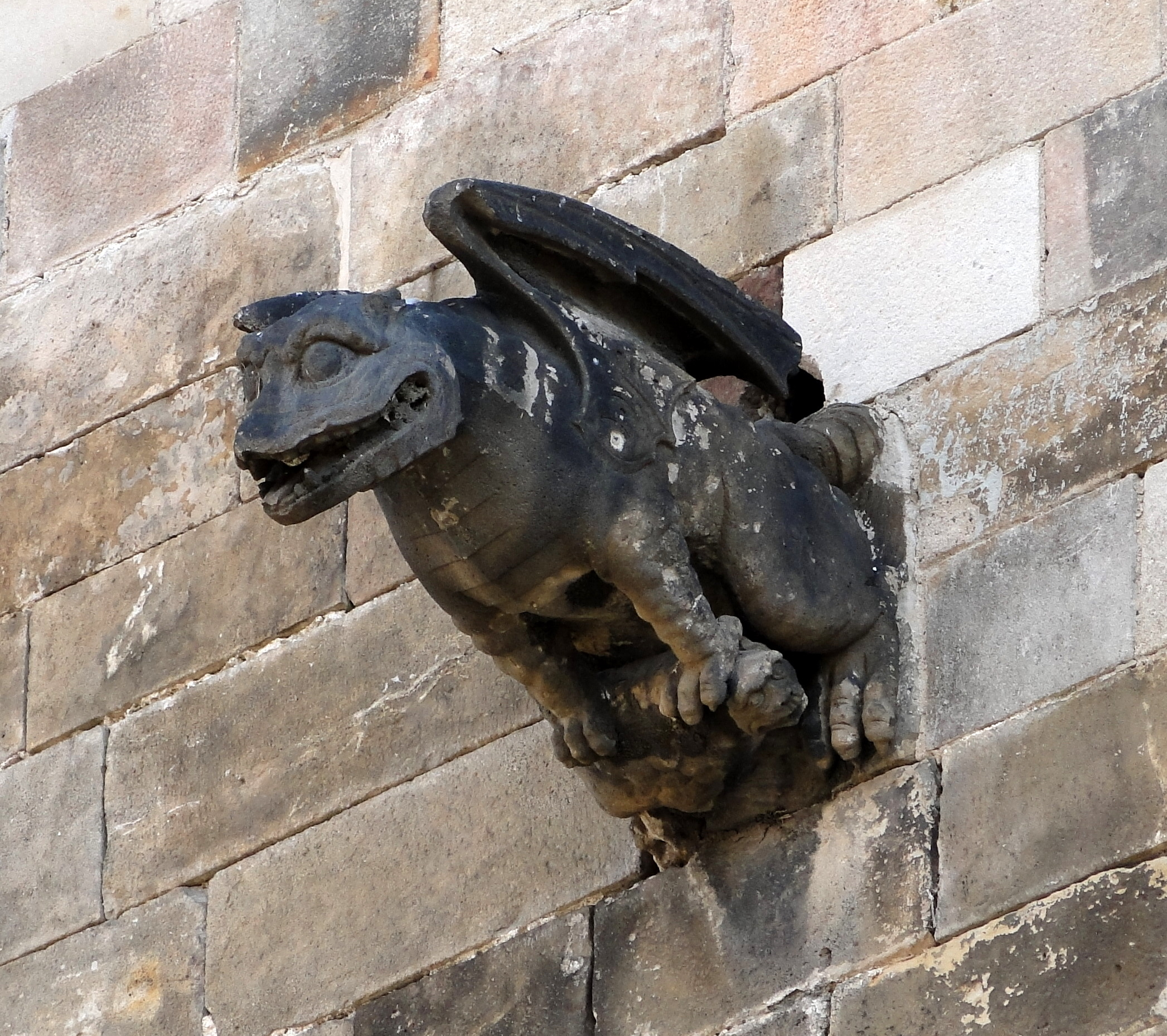
مزراب
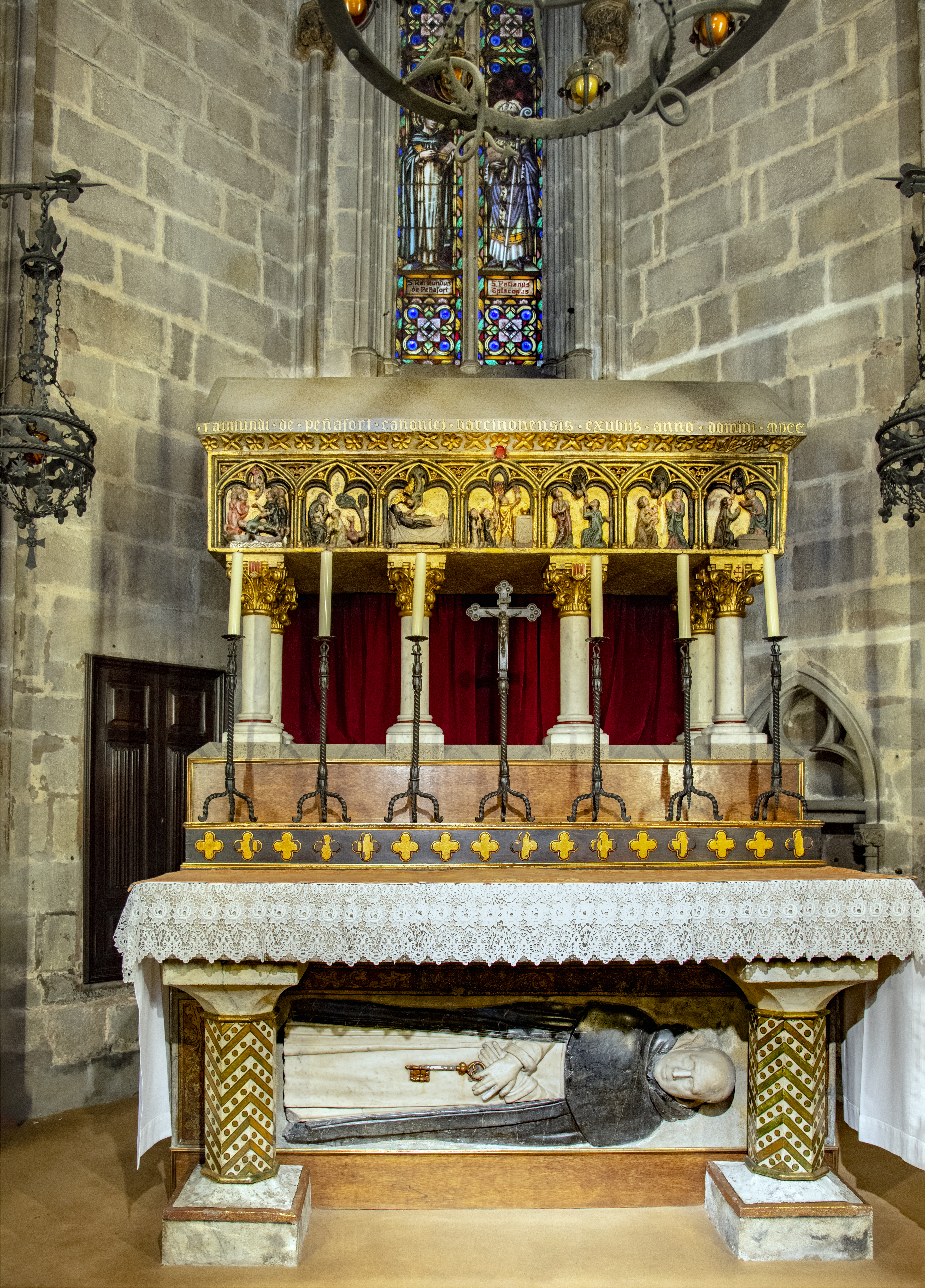
مقبرة سانت ريموند
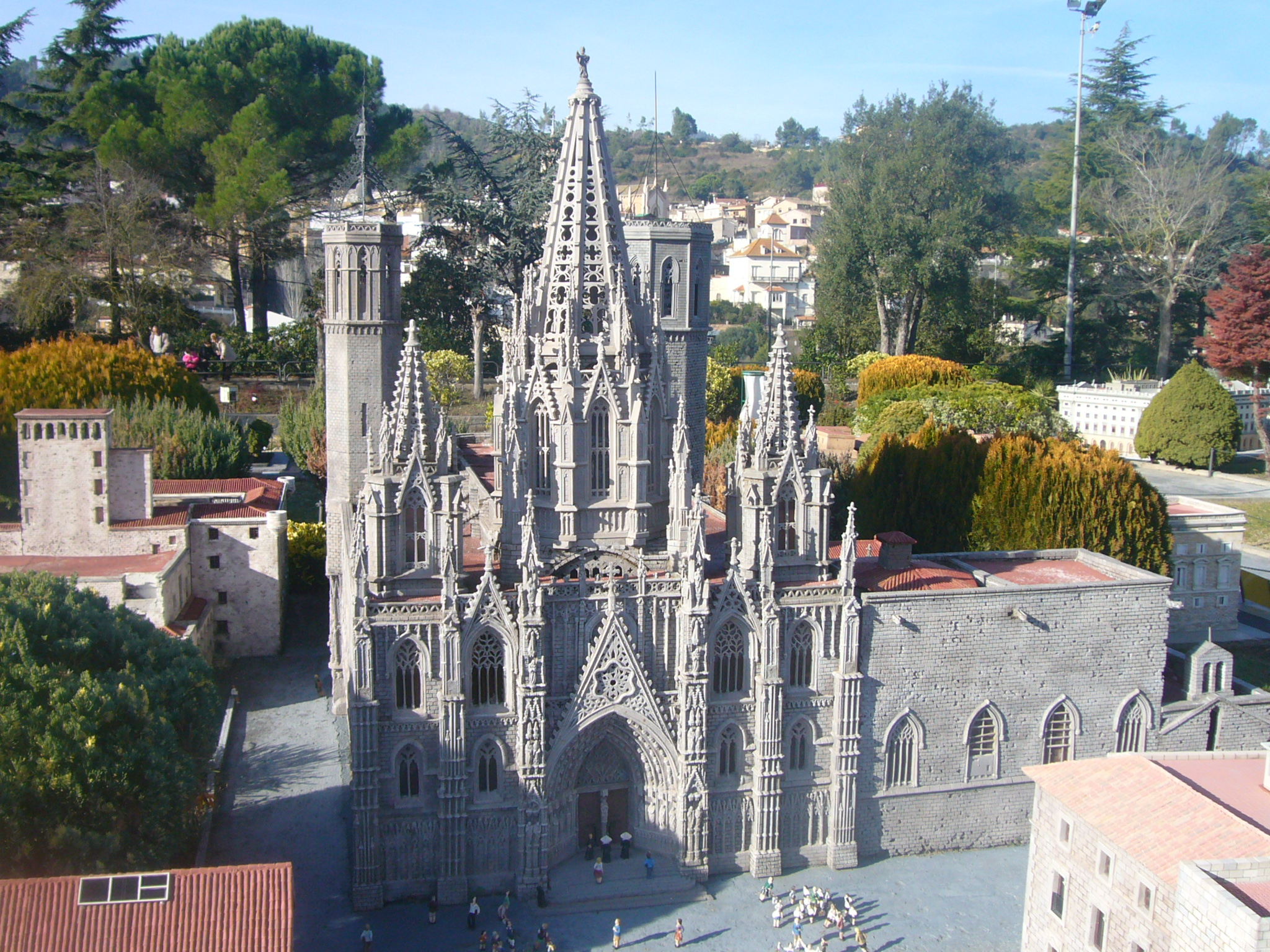
نموذج مصغر للكاتدرائية بحديقة كاتولنيا
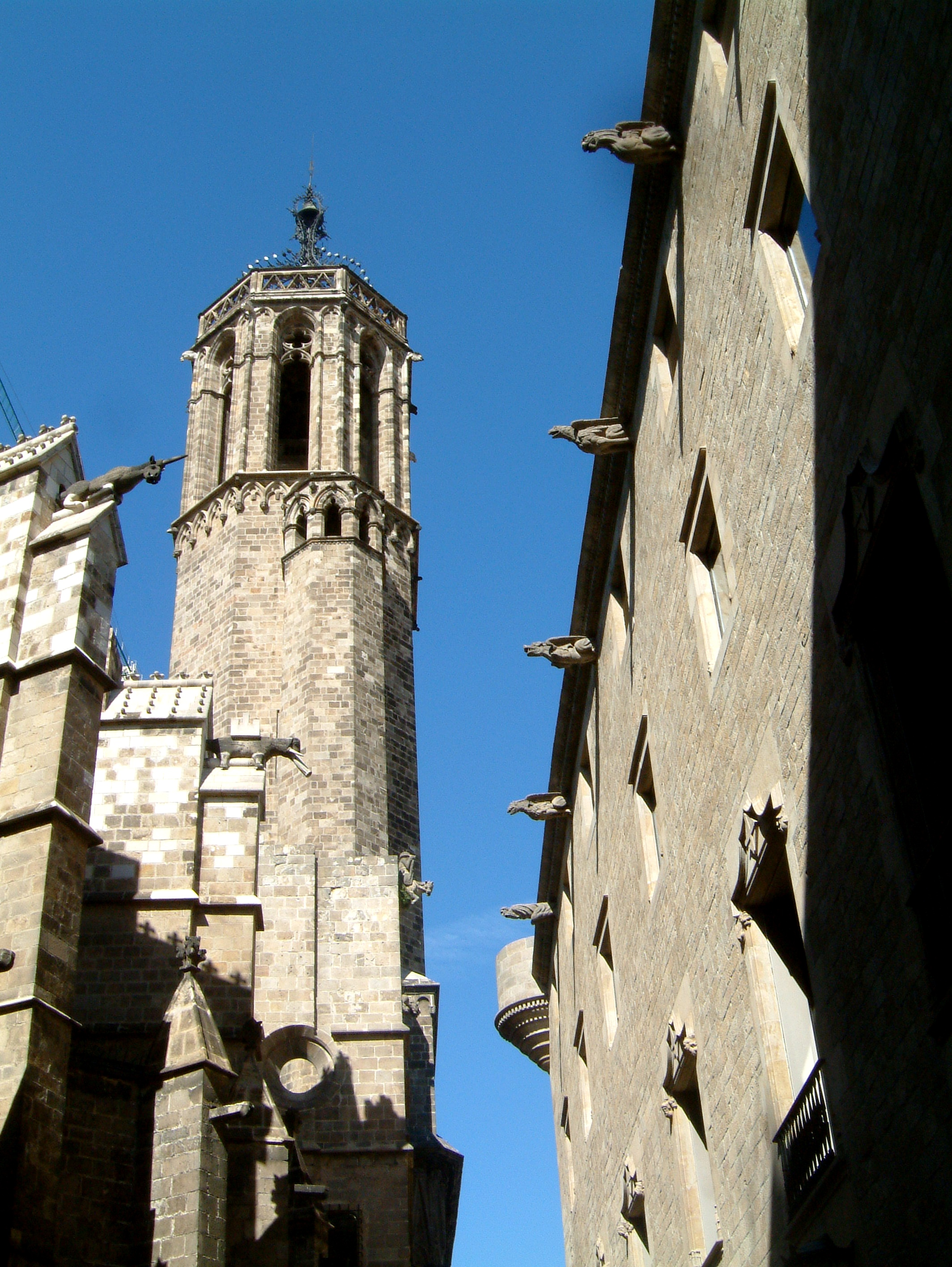
- برج الجرس مع برج الدرج فوق باب سانت ايفو.

## وصلات خارجية
- الموقع الرئيسي
- أساطير سانت يولاليا، استشهادها، الدفن في كاتدرائية القبو، لماذا تمطر دائما خلال مهرجان برشلونة ؟